# Aaron Ogden
Aaron Ogden (3 de dezembro de 1756, Elizabeth -  19 de abril de 1839, Jersey City) foi um senador dos Estados Unidos e o 5 º Governador de Nova Jérsei.

## Infância
Ogden nasceu em Elizabeth, Nova Jérsei (anteriormente Elizabethtown). Ele se formou a partir da Faculdade de Nova Jérsei (agora Universidade Princeton), em 1773, e serviu como tutor para lecionar de 1773 a 1775.
Na Guerra da Revolução Americana, Ogden foi nomeado um tenente no 1 º Regimento de Nova Jersey; seu irmão mais velho Matthias Ogden foi tenente-coronel. Aaron Ogden serviu em vários papéis através da guerra, vendo ação e subindo para a classificação de brigadas importantes. Ele foi ferido no cerco de Yorktown, em 1781.

## Carreira política
Depois da guerra, Ogden estudou direito e foi admitido no bar em 1784. Ele iniciou a prática em Elizabeth. Ele serviu como um eleitor presidencial nas Eleições presidenciais de 1796 que elegeu John Adams. Ele foi funcionário do Condado de Essex de 1785 a 1803, e foi eleito como um Federalista para o Senado dos Estados Unidos para preencher a vaga provocada pela demissão de James Schureman e serviu de 28 de fevereiro de 1801 a 3 de março de 1803. Ele perdeu o lance para reeleição para o Senado em 1802. Em 1803, Ogden foi eleito para a Assembleia Geral de Nova Jérsei, onde atuou até 1812. Ogden foi eleito administrador da Faculdade de Nova Jérsei (mais tarde a tornar-se Universidade Princeton), em 1803, um posto no qual atuou até sua morte. Ogden foi eleito como governador de Nova Jérsei em 1812.[carece de fontes?]
Ogden foi nomeado pelo presidente James Madison como general do Exército dos Estados Unidos em 1813, mas declinou a nomeação. Ele se envolveu em barco a vapor de navegação em 1813, e foi réu no histórico Gibbons .vs.  Ogden caso que negou a tentativa de monopólio estatal do barco a vapor em operação entre Nova Iorque e Nova Jérsei. Ogden mudou-se para Jersey City em 1829 e retomou a prática de advogado. Em 1830, foi nomeado como coletor e serviu de aduaneiro até à sua morte em Nova Jérsei. O corpo de Ogden está enterrado no cemitério da Primeira Igreja Presbiteriana em Elizabeth.

## Família
Daniel Haines, sobrinho de Ogden, mais tarde serviu também como governador de Nova Jérsei.[carece de fontes?]